# Bertone
Gruppo Bertone tvrtka koja se bavi stiliziranjem automobila, automobilskih karoserija i koja proizvodi automobile. Bartone stil je vrlo prepoznatljiv i zato mnogi automobili dosta sliče međusobno iako su različitih proizvođača. Bertone je stilizirao automobile za tvrtke kao što su: Abarth, Alfa Romeo, BMW, Citroen, Chevrolet, Ferrari, Fiat, Iso Rivolta, Lancia, Lamborghini, Maserati, Volvo i druge. Bertone je zaslužan za posljednja dva dizajna poznatog talijanskog mopeda "Lambretta". 

## Povijest
Tvrtka je smještena u Torinu. Osnivač je Giovanni Bertone, u studenom 1912.g. U to vrijeme u Torinu nije bilo mnogo automobila i Giovanni zajedno sa svoj tri radnika bavio se popravljanjem i izradom kočija koje su vukli konji. Vlasnici kočija vrlo brzo su prepoznali visoku kvalitetu i preciznost izrade. 1914.g. počeo je Prvi svjetski rat i Giovanni je dobio drugog sina Giuseppea. Za vrijeme rata tvrtka je bila u krizi. Kraj rata označio je i veliku prekretnicu za tvrtu: proširila se i prešla na automobile.
Prvotni naziv tvrtke bio je "Carrozzeria Bertone". Giuseppe Nuccio Bertone, pridružio se ocu u tvrtki 1934.g., a preuzeo je tvrtku nakon drugog svjetskog rata. Postupno je malu obiteljsku radionicu pretvorio u proizvođača protutipova s vlastitom tvrtkom za dizajn. Tvrtka je podijeljena na dva dijela: "Carozzeria" koja proizvodi automobile i stilski studio "Stile Bertone".
Prvi šef dizajnerskog dijela tvrtke bio je Franco Scaglione, tada već poznati dizajner. Nakon njega su slijedili Giorgetto Giugiaro i Marcello Gandini. Dva mlada talenta koji su kasnije postali međunarodno poznati.
Tvrtku danas vodi udovica Nuccia, Lilli Bertone.

## Automobili i mopedi stilizirani - Bertone
- 1952 Fiat Abarth 1500 Coupé
- 1953 Alfa Romeo BAT-5
- 1953 Fiat 1100 TV
- 1953 Fiat 8V Spider
- 1954 Alfa Romeo 1900 Sport Spider
- 1954 Alfa Romeo 2000 Sportiva
- 1954 Alfa Romeo BAT-7
- 1954 Alfa Romeo Giulietta Sprint
- 1954 Arnolt Aston Martin DB2/4 Spider
- 1955 Alfa Romeo BAT-9
- 1955 Arnolt-Bristol Spider i Coupe
- 1958 Abarth 1000 GT Coupé
- 1959 NSU Sport Prinz
- 1960 Alfa Romeo Giulietta Sprint Speciale
- 1960 Gordon-Keeble
- 1960 NSU Wankel Spider
- 1961 Aston Martin DB4 GT Jet
- 1962 Alfa Romeo 2600 Sprint
- 1962 Alfa Romeo Giulia Sprint
- 1962 Alfa Romeo Giulia Sprint Speciale
- 1962 Alfa Romeo GTA
- 1962 ASA Coupé
- 1962 BMW 3200 CS
- 1962 Ferrari 250 GT Berlinetta Lusso
- 1962 Iso Rivolta
- 1962 Simca 1000
- 1964 Alfa Romeo Canguro
- 1965 Abarth OT 1000 Spider
- 1965 Fiat 850 Spider
- 1965 Iso Grifo
- 1967 Alfa Romeo GT 1300 Junior
- 1967 Alfa Romeo Montreal
- 1967 Fiat Dino Coupé
- 1967 Lamborghini Marzal
- 1967 Lamborghini Miura
- 1967 Simca 1200S Coupé
- 1968 Alfa Romeo Carabo
- 1968 Fiat 850 Sport Spider
- Fiat Ritmo/Stradale
- Fiat X1/9 (Bertone i proizvodio se na Bertone liniji)
- 1968 Lamborghini Espada
- 1968 Lambretta Luna line: Lui, Vega & Cometa
- 1969 Iso Lele
- Lancia Stratos
- 1969 Lambretta GP/DL Scooter
- 1970 Lancia Stratos Zero
- 1970 BMW Garmisch 2200Ti (kasnije doveo do BMW 5-serije)
- 1971 Lamborghini Countach
- Lamborghini Diablo
- Lamborghini Urraco
- 1972 Citroen Camargue
- 1972 Maserati Khamsin
- 1973 NSU Trapeze
- 1974 Lamborghini Bravo
- 1974 Ferrari 208/308 GT4
- 1974 Maserati Quattroporte II
- 1976 Alfa Romeo Navajo
- 1976 Ferrari Rainbow
- 1977 Jaguar Ascot
- 1978 Alfa Romeo Alfetta
- 1978 Lancia Sibilo
- 1979 Volvo Tundra
- Volvo 200 serije - Volvo 262C
- Volvo 700 serije - Volvo 780
- 1980 Alfa Romeo Alfetta 2000
- 1980 Lamborghini Athon
- 1981 Mazda MX-81
- 1982 Citroën BX
- 1983 Alfa Romeo Delfino
- 1984 Chevrolet Ramarro
- 1986 Citroen Zabrus
- 1987 Škoda Favorit
- 1988 Lamborghini Genesis
- 1989 Citroën XM
- 1990 Chevrolet Nivola
- 1991 Citroën ZX
- 1992 Bertone Blitz
- 1994 Opel Astra Cabrio
- 1995 Daewoo Espero
- 2001 Opel Astra Coupe/Cabrio
- 2003 Alfa Romeo GT
- 2003 Bertone Birusa

## Vanjske poveznice
- Službene stranice (tal.)(engl.)
- Lunabase  Arhivirana inačica izvorne stranice od 12. veljače 2007. (Wayback Machine) (engl.)
- Lambretta klub Velike Britanije: GP/DL skuteri (engl.)
- Lambretta klub Velike Britanije: Vega skuteri (engl.)